# Apri il cuore
Apri il cuore è una canzone interpretata da Adriano Celentano, con testo curato da Mogol e Cheope e musica composta dai fratelli Rosario e Gianni Bella, tratto dall'album Esco di rado e parlo ancora meno e pubblicato il 10 novembre 2000.

## Il brano
Il brano, caratterizzato dal ritmo struggente e malinconico, è stato uno dei pezzi principali dell'album. È stato lanciato come singolo nel gennaio 2001, contribuendo al ritorno dell'album al primo posto dopo due mesi trascorsi in seconda posizione, alle spalle dei Beatles.
Apri il cuore è presente anche nella tripla raccolta del 2006 Unicamente Celentano.